# Monti Wasatch
I Monti Wasatch (Wasatch Range in lingua inglese) sono una catena montuosa che corre per circa 160 km dal confine tra lo Utah e l'Idaho verso lo Utah centrale, negli Stati Uniti occidentali. È considerata la propaggine occidentale delle Montagne Rocciose e il bordo orientale del Gran Bacino. La porzione settentrionale dei monti Wasatch contenuta nell'Idaho è indicata come Bear River Mountains.
La denominazione Wasatch è di origine Ute.

## Descrizione

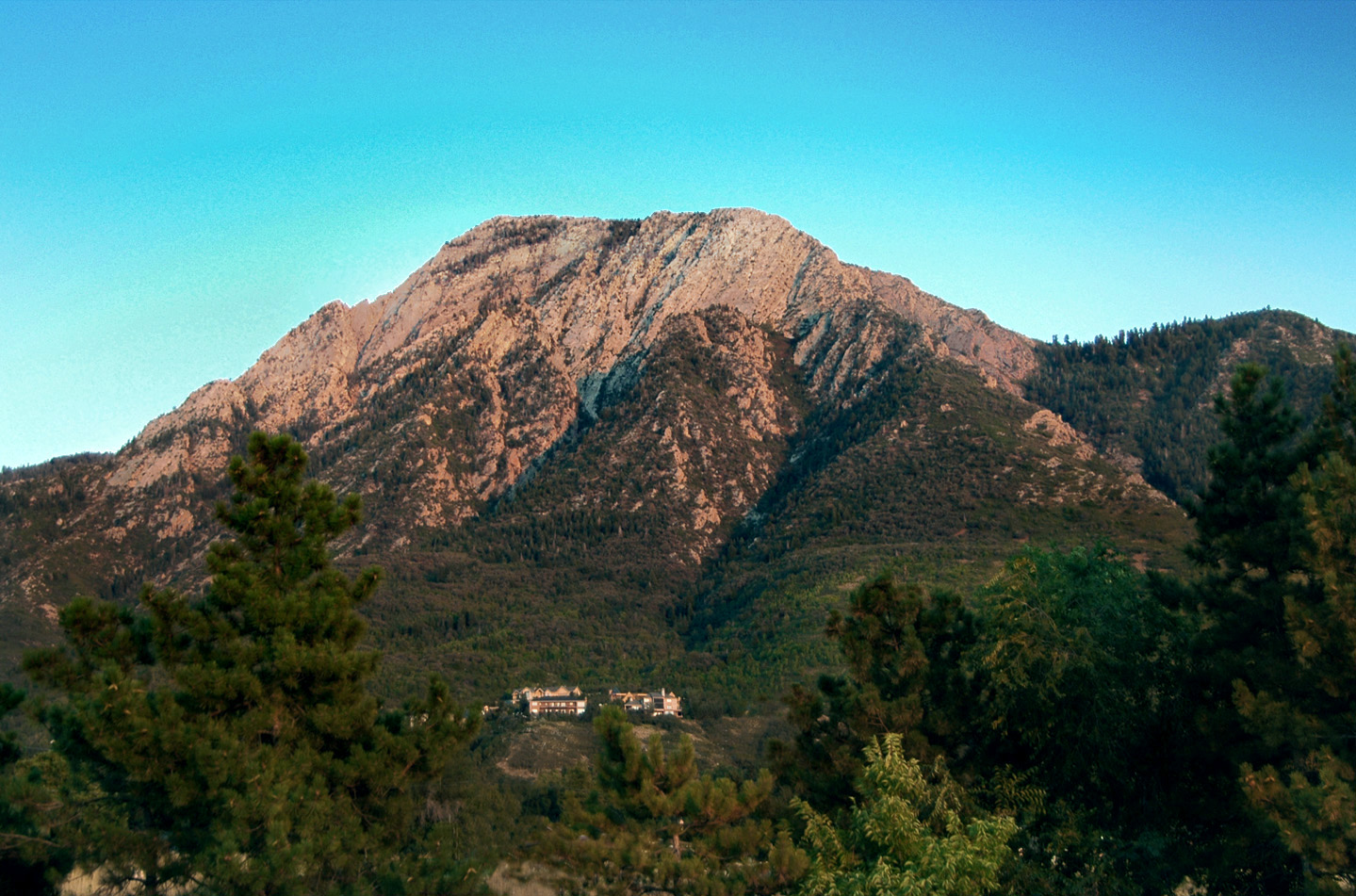
Il Monte Olympus, visibile da gran parte della porzione settentrionale della Valle del Lago Salato.

Sin dal primo insediamento, la maggioranza della popolazione dello Utah ha scelto di stabilirsi lungo il versante occidentale dei Monti Wasatch, da cui scendono numerosi fiumi verso il fondovalle. Le montagne furono una vitale sorgente di acqua, legname e granito per i primi coloni. Oggi, l'85% della popolazione dello Stato vive entro 24 km dai Monti Wasatch, prevalentemente sul loro versante occidentale, in quello che è chiamato il Wasatch Front. Salt Lake City è stata costruita tra i Monti Wasatch e il Gran Lago Salato.
Con i suoi 3636 m e i suoi tre picchi, il Monte Nebo - nella porzione meridionale della catena, in prossimità della città di Nephi nella Contea di Juab - è il monte più alto della catena. In più punti, le montagne si ergono direttamente dal fondovalle (a 1320 m) fino a raggiungere i 3582 m, con pendii molto ripidi. Altre cime notevoli sono: il Monte Timpanogos, che sovrasta Provo ed è visibile dalla regione meridionale della Contea di Salt Lake e da quella settentrionale della Contea di Utah; il Picco Solitario (Lone Peak), i Picchi Gemelli (Twin Peaks) ed il Monte Olympus che dominano la Valle del Lago Salato; il Francis Peak, visibile delle contee di Morgan e Davis; i monti Ben Lomond e Ogden, in prossimità della città di Ogden.

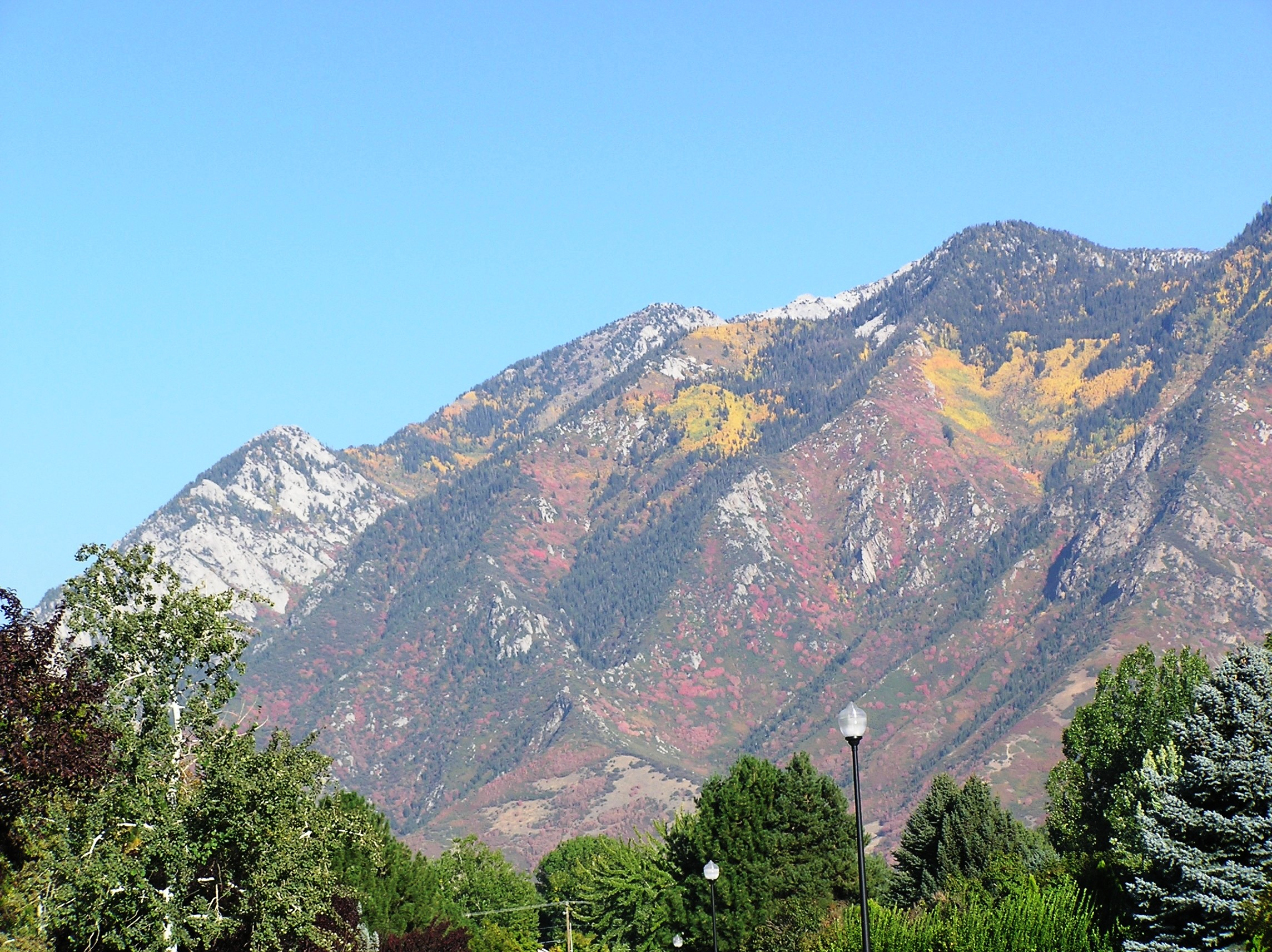
I Monti Wasatch in autunno.

Sia le Colorado Rockies che i Monti Uinta - altre porzioni delle Montagne Rocciose presenti nello Utah - superano i Monti Wasatch per altezza. Ricevono, tuttavia, un notevole apporto di neve, in alcuni punti superiore ai 1,3 m per anno, responsabile del successo dei Mormoni nell'area: una prospera striscia urbana, costituita da 25 città, a ridosso dei monti. Sono inoltre sede di numerose località sciistiche e nel 2002 vi sono state disputate le Olimpiadi invernali di Salt Lake City.

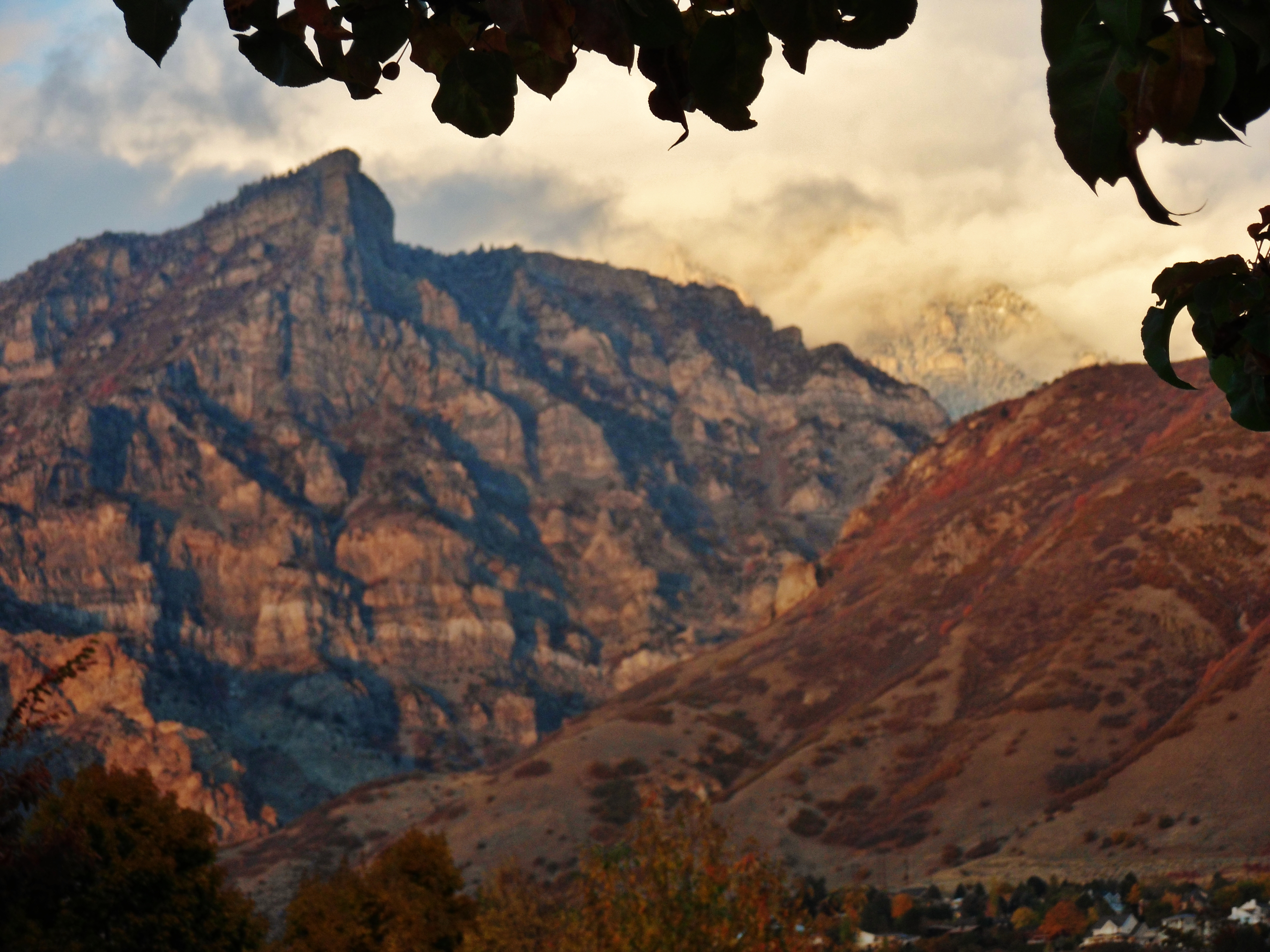
Lo Squaw Peak sovrasta il Rock Canyon al tramonto..

Nell'area del Picco Solitario sono presenti diversi canyon con affioramenti di granito di alta qualità, dove è svolta attività di arrampicata.

## Flora
I Monti Wasatch sono coperti da una foresta di conifere temperata. Sono presenti il pino giallo (Pinus ponderosa), l'abete di Douglas (Pseudotsuga menziesii), l'abete delle rocce (Abies lasiocarpa), il Picea engelmannii, il Populus tremuloides e la quercia di Gambel (Quercus gambelii).